# Новомихайловское сельское поселение (Орловская область)
Новомихайловское се́льское поселе́ние — муниципальное образование в Корсаковском районе Орловской области России.
Создано в 2004 году в границах одноимённого сельсовета. Расположено в южной части района.
Административный центр — село Новомихайловка.

## Население
| 2010 | 2012 | 2013 | 2014 | 2015 | 2016 | 2017 |
| ---- | ---- | ---- | ---- | ---- | ---- | ---- |
| 308  | →308 | ↘298 | ↘290 | ↘287 | ↘286 | ↘265 |
| 2018 | 2019 | 2020 | 2021 | 2023 |      |      |
| ↘252 | ↘240 | →240 | ↘218 | ↗220 |      |      |

## Населённые пункты
В состав сельского поселения (сельсовета) входят 6 населённых пунктов:
| № | Населённый пункт | Тип     | Население (чел.) |
| - | ---------------- | ------- | ---------------- |
| 1 | Александровка    | деревня | ↘30              |
| 2 | Васильчиков      | посёлок | 25               |
| 3 | Георгиевский     | посёлок | 0                |
| 4 | Грунец           | деревня | ↘1               |
| 5 | Новомихайловка   | село    | ↘251             |
| 6 | Петропавловский  | посёлок | 0                |